# Air Moldova
Az Air Moldova (IATA: 9U, ICAO: MLD, Hívójel: AIR MOLDOVA) Moldova nemzeti légitársasága, amelynek a székhelye Chișinăuban található. Elsősorban menetrend szerinti és charter járatokat üzemeltet európai célállomásokra a chișinăui nemzetközi repülőtérről.

## Története

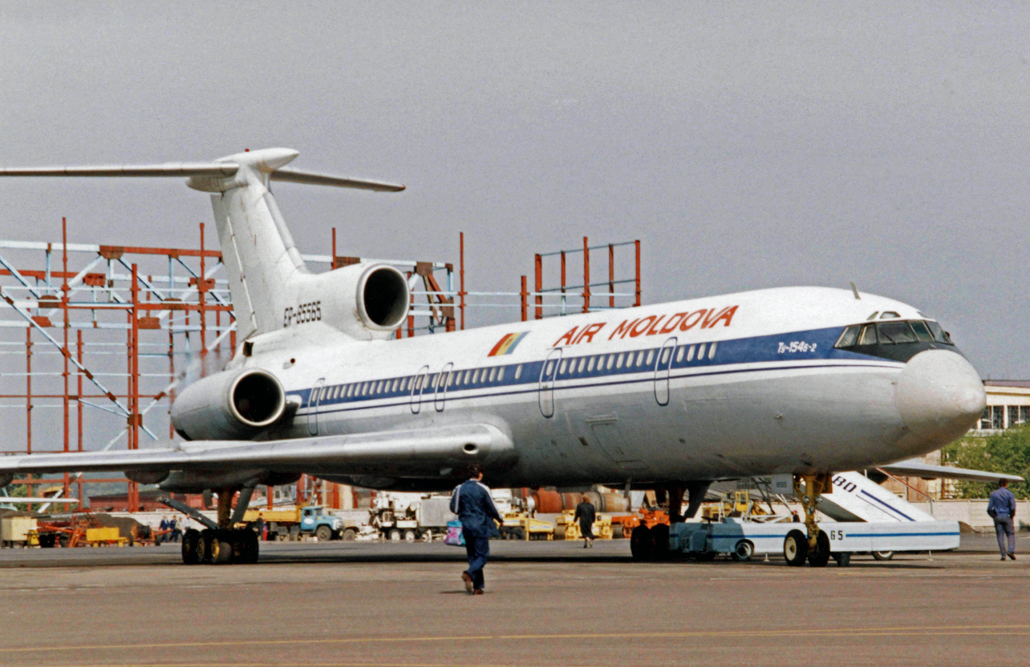
Az Air Moldova Tupoljev Tu-154B-2-es repülőgépe a Vnukovói nemzetközi repülőtéren 1994-ben

### A moldovai légiközlekedés gyökerei
Az Air Moldova eredete 1944. szeptember 19-ig vezethető vissza, amikor az első Po-2-es szállítógép-egység megérkezett Chișinăuba, és megalakult a Moldovai Független Század. A belföldi járatokat teljesítő és mezőgazdasági feladatokat ellátó tizenöt Po-2-es kétfedelű repülőgép mellett két Li-2-es repülőgép is üzemelt, amelyeket Moszkvába, néhány ukrajnai városba, valamint a fekete-tengeri és kaukázusi nyári üdülőhelyekre közlekedő járatokhoz használtak.
Az 1960-as években jelentős lépések történtek a helyi moldovai légiközlekedési ágazat fejlesztése terén. Az évtized elején megnyitották Chișinău új, gázturbinás repülőgépek fogadására alkalmas repülőterét. A vállalat 1965-ben megkapta a Polgári Légiközlekedési Minisztérium státuszt, és új Antonov An-10, An-12 és An-24 repülőgépekkel bővült a flottája. Rendszeres járatok indultak a Szovjetunió számos városába, és megkezdődött a Moldovában termesztett gyümölcsök és zöldségek szállítása a Szovjetunió legnagyobb ipari központjaiba.
Az 1970-es évek elejét a sugárhajtású repülőgépek megjelenése jellemezte Moldova fő légi útvonalain. Az első Tupoljev Tu-134-es kétsugaras utasszállító repülőgép 1971-ben kezdte meg szolgálatát Moldovában, és a vállalat fő repülőgéptípusává vált, amely típusnak a száma egyre nőtt, míg egy ponton 26 darabot használtak belőle. Chișinăuban még egy teljes szakszervezeti tesztbázis is volt az ilyen típusú repülőgépek számára.
A flotta 1972-ben tovább bővült a Jakovlev Jak-42-es három hajtóműves regionális repülőgéppel, 1974-ben pedig az An-26-os turbopropelleres teherszállító repülőgéppel. Az útvonalhálózat folyamatosan bővült, a forgalom pedig az évtized során folyamatosan nőtt. Az 1980-as évek közepén a moldovai légiközlekedési ágazat tíz nagyobb Tupoljev Tu-154 három sugárhajtóműves repülőgépet kapott, ami tovább bővítette az ágazatot. Akkoriban a moldovai repülőgépek a Szovjetunió 73 városába repültek, és évente több mint 1 000 000 utast szállítottak. 1990-ben nyílt meg az első nemzetközi járat Chișinău és Frankfurt között.

### Az Air Moldova létrejötte
A légitársaságot 1993-ban hozták létre Moldova köztársasági elnöke által kiadott rendelet szerint, az Aeroflot helyi egységéből. A vállalat erőfeszítései a kezdetektől fogva a nemzetközi piacra való beilleszkedésre és a magas színvonalú légitársaságokkal szemben támasztott modern szabványoknak és követelményeknek való megfelelésre irányultak.
Az Air Moldova 2004. július 13-án lett a Nemzetközi Légi Szállítási Szövetség tagja. A vállalat átment az üzembiztonsági ellenőrzésen is és megkapta az IOSA üzemeltetői tanúsítványát. 2006 májusában valamennyi járatán bevezette az elektronikus jegyértékesítést. Az Air Moldova légi fuvarozói engedélye 2007 júliusától tette lehetővé utasok, áruk és postai küldemények szállítását.

### 2010-es évek
2015 februárjában az Air Moldova megszüntette bukaresti, kijevi és szocsi járatát, mivel a légitársaság nevében ezeket a járatokat üzemeltető Tandem Aeróval kötött szerződés megszűnt. A Chișinău-Bukarest útvonalon 2016. december 12-én indult újra a járat.
2018 októberében bejelentették, hogy az Air Moldova privatizációja sikeresen lezárult, a Civil Aviation Group (két moldovai üzletember és a román Blue Air légitársaság közös vállalata) 50 millió MDL (2,56 millió euró) összeget fizettek a légitársaságért. Az új tulajdonosok emellett megvásárolták a légitársaság 1,2 milliárd lej (61 millió euró) összegű adósságát is.

## Célállomások
Az Air Moldova a chișinăui nemzetközi repülőtérről számos európai, ázsiai és közel-keleti célállomásra indít járatokat, valamint további szezonális és charterjáratokat Görögországba, Montenegróba, Spanyolországba és Törökországba.

### Helymegosztási partnerek
Az Air Moldova a következő légitársaságokkal kötött helymegosztási-megállapodást:
- flydubai[6]
- LOT (Star Alliance)
- S7 Airlines (Oneworld) (felfüggesztve)
- Turkish Airlines (Star Alliance)[7]
- TAROM (SkyTeam)
- Ukraine International Airlines
- Utair

## Flotta

### Jelenlegi flotta

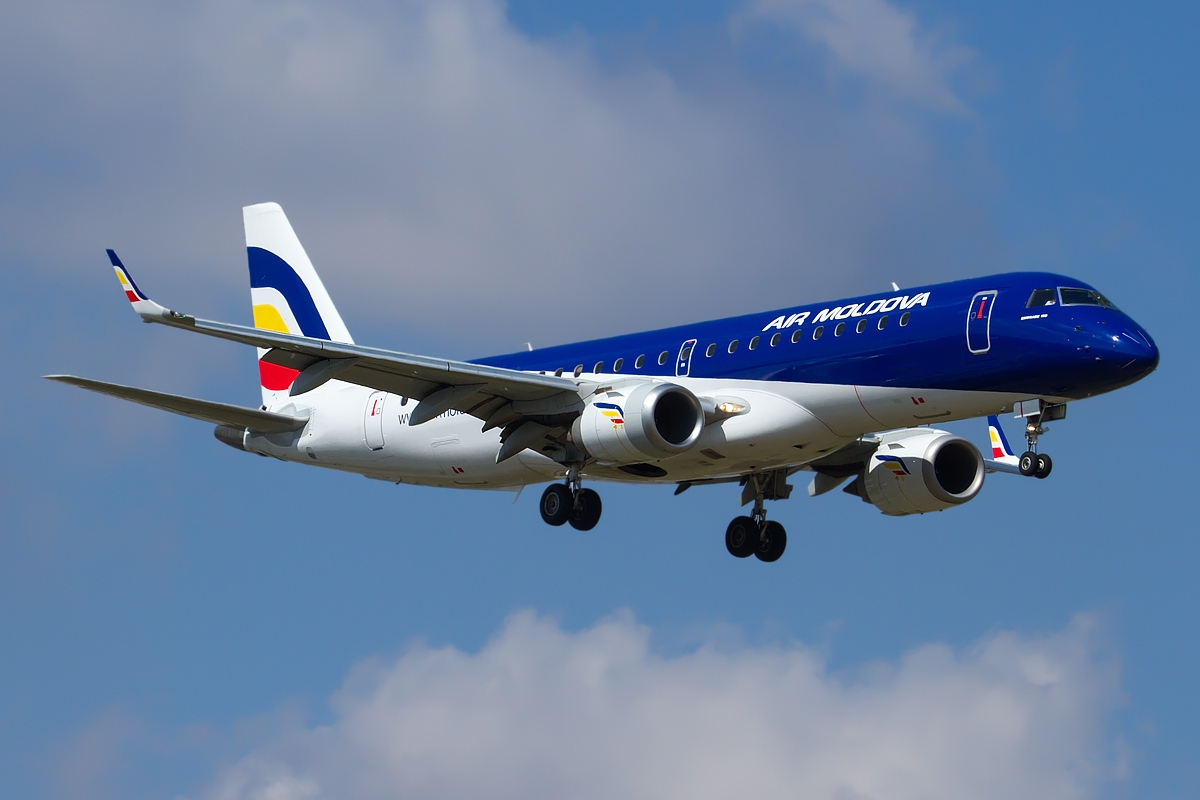
Egy Embraer 190-es az Air Moldova festésében

2022 decemberében az Air Moldova flottája a következő repülőgépekből állt:
Az Embraer 2 darab egyosztályos Embraer 190 típusú regionális repülőgépre szóló megrendelést írt alá a légitársasággal. A szerződés egy másik repülőgép vásárlási jogát is tartalmazta. Az átadásuk 2010. május 10-én történt. Egy harmadik Embraer 190-es (2009-ben gyártott, korábban a Lufthansa és a Borajet által üzemeltetett) repülőgép 2016-ban csatlakozott a flottához. Azóta mindegyik elhagyta a flottát.
Egyes források szerint az Air Moldova középtávon lízingelni fog egy Airbus A321-est, amelyet korábban a Small Planet Airlines üzemeltetett. Az A321-es repülőgépet a légitársaság színeire festették, és 2019. május 10-én szállították le Chișinău városába. Ez a második Airbus A321-es a flottában, az előzőt 2017-ben leselejtezték.
A Civil Aviation Group 2020-ban bejelentette, hogy a flotta az elkövetkező évben 14 repülőgépre nő. Továbbá, a tervek szerint hosszú távú útvonalakat indítanak.

### Korábbi flotta
Az Air Moldova korábban a következő repülőgéptípusokat üzemeltette:
- További két darab Airbus A320-as (2004-2012)
- Egy darab Airbus A321-es (a Hermes Airlines-tól lízingelve 2014 és 2016 között)
- 1 darab Embraer ERJ 145LR (az Air Exeltől lízingelve 2001 és 2002 között)
- 1 darab McDonnell Douglas MD-82-es (2007-ben lízingelve a Sky Wings Airlines-tól)
- Három darab Embraer 190LR, eladva az Eastern Airways-nek

Az Air Moldova 2001-ben Embraer 120 és 145 típusú repülőgépeket lízingelt. A két Jakovlev Jak-42-es 2003 végén és 2004-ben került vissza Oroszországba. Az utolsó Tupoljev Tu-154B (ER-85285) 2006. július 5-én megsemmisült.
2006 novemberében 93,1 millió moldovai lej (kb. 6 millió euró) került átutalásra a 2006. évi állami költségvetésből az Air Moldova számára. Egy bankból felvett újabb 9 millió lejjel a lízingelt hat Airbus A320-as közül az egyiket megvásárolták. Az akkori politikai ellenzéknek kétségei voltak az üzlet átláthatóságával kapcsolatban. 2007 júniusában az Air Moldova 38 hónapos szolgálat után visszaadott egy Airbus A320-ast a bérbeadónak.
A SkyWings-től egy MD-82-est (SX-BSQ) béreltek 5 hónapra, 2007. május 15-től októberig.
A Tupoljev Tu-134-es a moszkvai és isztambuli járatokat gyakrabban teljesítette, amikor a második Airbus elhagyta a flottát. Az Air Moldova korábban a Cirrus Airlines Boeing 737-500-asát, a Moldavian Airlines Fokker 100-asát, az Air VIA A320-asát, a Jet Tran Air MD81/82-esét és a Khors Air MD82-esét bérelte pótlólagosan. A Jak-40-es helyettesítette az Embraer EMB-120-as repülőgépet (pl. Prágába vagy Bécsbe), amikor az karbantartáson volt.
Az első Embraer EMB 120 Brasilia 2001. október 12-től 2006. szeptember 28-ig volt a flotta tagja, amikor is átkerült a Tandem Aero tulajdonába. A második Embraer 120RT 2004. április 23. és 2005. március 26. között szolgált az Air Moldova számára. A második Embraer EMB120 Brasilia repülőgépet 2006-ban vásárolták. 2015 februárjában az Air Moldova fokozatosan kivonta a megmaradt egyetlen Embraer EMB-120-asát, amelyet a Tandem Aero üzemeltetett lízingelve.

## Balesetek és incidensek
- 1996. augusztus 27-én az Air Moldova Antonov An-2 típusú repülőgépe Pelinia közelében, egy szántóföldi permetezés közben lezuhant, amikor nagyfeszültségű távvezetéknek ütközött. A balesetben a repülőgépen tartózkodó mindkét személy elhunyt.[14]
- 2021. május 16-án az ER-AXR lajstromú Airbus A321-200-as repülőgép jelentős károkat szenvedett, miután túl keményen landolt a Domogyedovói nemzetközi repülőtér 14R jelű kifutópályáján. A repülőút utáni ellenőrzés során kiderült, hogy a repülőgép függőleges vezérsík alja megsérült.[15]

## Statisztikák
2012-ben az Air Moldova 506 000 utast szállított, míg 2013-ban 527 000 utast. 2015-ben az Air Moldova 1 000 000 utast szállított.

## Fordítás
Ez a szócikk részben vagy egészben  az   Air Moldova című angol Wikipédia-szócikk ezen változatának fordításán alapul.  Az eredeti cikk szerkesztőit annak laptörténete sorolja fel. Ez a jelzés csupán a megfogalmazás eredetét és a szerzői jogokat jelzi, nem szolgál a cikkben szereplő információk forrásmegjelöléseként.